# Línea Rupnik

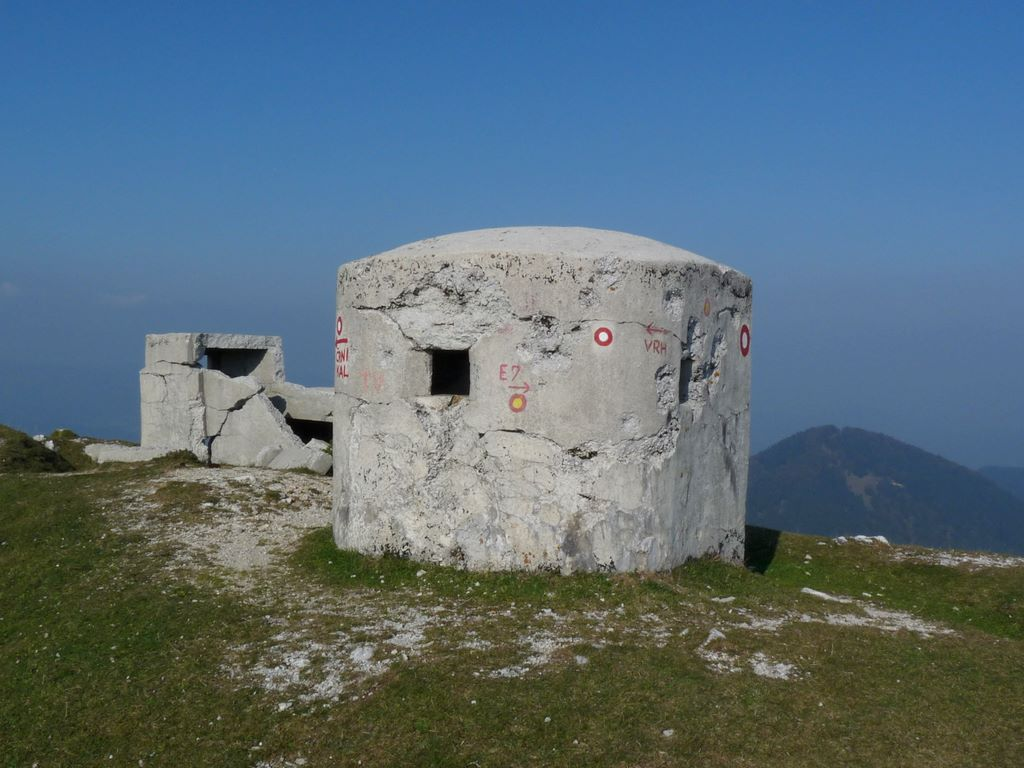
Un Bunker de la línea Yugoslava de Rupnik

La Línea Rupnik es un sistema de fortificaciones militares. El Reino de Yugoslavia construyó la línea Rupnik a lo largo de la frontera occidental como contrapeso a la construcción italiana del Muro Apino a lo largo de la frontera de Rapallo y a lo largo de la frontera septentrional, a causa del peligro creciente de la invasión alemana.
Lleva el nombre del general yugoslavo de origen esloveno Leon Rupnik quién fue jefe de las obras de fortificación en 1937, y luego el comandante en 1938. Nunca cumplió su propósito, quedó inacabada y abandonada durante la invasión sobre Yugoslavia en abril de 1941.

## Razones para su construcción
En 1918 se disolvió el imperio austrohúngaro. En los Balcanes septentrionales y centrales, se formó un estado de los eslovenos, croatas y serbios (estado SHS), que no fue reconocido oficialmente. Debido a las dificultades para asegurar la frontera se fusionó con el Reino de Serbia y se estableció el Reino de los serbios, croatas y eslovenos (Reino SHS), que fue reconocido internacionalmente en 1919 por el Tratado de Versalles. Acordar las fronteras con los países vecinos fue difícil, especialmente la frontera con Italia, que fue establecida por el Tratado de Rapallo en 1920. La frontera se llevó a cabo siguiendo las líneas de Peč, Jalovec, Triglav, Bogatinsko sedlo, Možic, Črni vrh nad Cerknim, Blegoš, Bevkov vrh, Hotedrščica, Planina Javornik, Bička gora, Snežnik, Kastav y Reka. La frontera se adentra en el territorio étnico esloveno, Italia recibió más territorio de lo prometido por el acuerdo de Londres en 1915.
Por conflictos internos el rey clausuró el parlamento en 1929 y asumió el gobierno del país de una manera dictatorial, cambiando el nombre del estado por Reino de Yugoslavia.
El Reino de Yugoslavia fue uno de los países europeos más atrasados y pobres y no tenía buenas relaciones con sus vecinos.
En Alemania, el fascismo y el nazismo comenzaron a surgir.
Después de la Primera Guerra Mundial, comenzó una nueva carrera de armamentos, y los países querían proteger su territorio con fortificaciones poderosas de hierro y concreto. Por lo tanto, comenzaron a surgir la famosa línea francesa Maginot y su opuesta la línea alemana Siegfried, así como la barrera nacional suiza menos conocida, la línea Mannerheim en Finlandia, la línea griega Metaxas y el italiano Muro Alpino. 
Les negociaciones del Reino de Yugoslavia para mejorar las relaciones con Italia fracasó. La construcción del Muro Alpino provocó que los yugoslavos iniciasen también su propia fortificación defensiva, la Línea Rupnik.

## Planificación y construcción
Cuando en 1935 Italia atacó Etiopía y luego concluyó un triple pacto con la Alemania nazi, el Reino de Yugoslavia se vio obligado a pensar en planes para fortalecer sus fronteras. En el ejército del Reino de Yugoslavia no tenían ninguna experiencia en la construcción de fortificaciones. En 1935 establecieron dos comisiones, que se encargaron de preparar planes para fortificar la frontera occidental. Pidieron ayuda a expertos franceses y checoslovacos.
Primero fortalecieron la frontera con Italia, que fue considerada el oponente más peligroso, pero cuando Alemania se anexó a Austria en marzo de 1938, la fortificación se extendió hasta este límite.
La línea de defensa completa se dividió en cinco sectores, y más tarde después de la anexión de Austria a Alemania, fue seis. Los sectores no fueron marcados secuencialmente, sino por importancia.
- El primer sector fue al oeste de Liubliana, con sede en Vrhnika, defendiendo la dirección de Trieste-Liubliana.

- El segundo sector llegó al norte de Sušak con su sede en Kamenjak y debería evitar la penetración del enemigo desde Reka hacia Zagreb y Dalmacia.

- El tercer sector se ubicó entre Škofja Loka y Vrhnika con la sede en Vrhnika. Cierra el acceso a Liubliana a lo largo del valle de Poljane y la cresta entre Porezen y Blegoš al norte y Žirovski vrh al sur.

- El cuarto sector cerró la valle Selška dolina y acceso por la cresta desde Soriška planina hasta Ratitovec. La sede estaba en Železniki.

- El quinto sector tenía su sede en Cerknica. Cerró el acceso a Liubliana a través de Rakitna y el corredor hacia el este a través de Velike Lašče.

- El sexto sector se estableció un poco más tarde, cubriendo el área entre Črna na Koroškem y Maribor.

El primer plan para fortificar la frontera italiana fue confirmado en 1936. Primero, comenzaron a construir caminos accesibles, y la construcción de fortalezas comenzó en 1937 o 1938.
En 1935 se formaron equipos de construcción y al final de 1939 participaron en la fortificación de la frontera 40,000 constructores. Cuando Hitler en 1939 atacó a Polonia, el ejército yugoslavo reclutó a un gran número de reservistas, quienes luego participaron en la construcción de búnkeres y otras posiciones fortificadas.
Debido a la falta de recursos financieros, al cambio de situación en las fronteras y a las limitaciones de tiempo los planes se modificaron varias veces y se redujeron considerablemente. Se interrumpió la construcción de grandes fortificaciones subterráneas, se construyeron búnkeres y fortificaciones más pequeños, pero durante el ataque a Yugoslavia en abril de 1941 todavía había muchas fortalezas sin terminar. 
La construcción de fortificaciones también influyó la vida de la población circundante y les permitieron sueldo suplementario cuando proveyeron a trabajadores de alimentos, bebidas y materiales de construcción
Las fortificaciones nunca cumplieron su propósito y ya fueron abandonadas durante el ataque italiano a Yugoslavia. Los italianos destruyeron la mayor parte de las fortalezas en el territorio ocupado mientras que los alemanes los estaban inventariando, en algunos fueron instalados cuadrillas militares, otros fueron minados. 
Estas fortalezas se pueden ver hoy en día, aunque han sido olvidadas por mucho tiempo y sólo se utilizan recientemente para propósitos turísticos.